# 283e régiment d'infanterie
Le 283e régiment d'infanterie (283e RI) est un régiment d'infanterie de l'Armée de terre française constitué en 1914 avec les bataillons de réserve du 83e régiment d'infanterie.
À la mobilisation, chaque régiment d'active créé un régiment de réserve dont le numéro est le sien plus 200.

## Création et différentes dénominations
- Août 1914 : 283e Régiment d'Infanterie

## Chefs de corps
- 2 - 24 août 1914 : lieutenant-colonel Bouce (blessé)
- 24 août 1914 - avril 1915 : lieutenant-colonel Frisch
- avril 1915 - juillet 1917 : lieutenant-colonel Malezieux
- juillet 1917 - : lieutenant-colonel Levy

## Historique des garnisons, combats et batailles du283eRI

### Première Guerre mondiale

#### Affectations
- 67e Division d'Infanterie d'août 1914 à novembre 1918

## Drapeau
Il porte, cousues en lettres d'or dans ses plis, les inscriptions suivantes :
- Verdun 1916
- La Malmaison 1917
- Picardie 1918

La fourragère aux couleurs de la Croix de guerre 1914-1918 lui est décernée le 7 octobre 1918

### Sources et bibliographie
- capitaine Georges Louis, Historique du 283e RI : guerre 1914-1918 : par Georges Louis, Paris, Firmin-Didot, 1932, 190 p., lire en ligne sur Gallica.